# Joel Lindpere
Joel Lindpere est un footballeur international estonien, né le 5 octobre 1981 à Tallinn en RSS d'Estonie.
Il mesure 1,78 m.
Il atteint les 100 sélections avec l'Estonie le 9 octobre 2015 à Wembley face à l'Angleterre (défaite 2-0).

## Biographie

### Début de carrière (1997-2005)
Né à Tallinn, Lindpere fait ses débuts au JK Nõmme Kalju en 1997 à l'âge de 15 ans. Il part ensuite au Lelle SK, où il marque 5 buts en 23 matchs. Après deux saisons il part en 2000 au FC Flora Tallinn. Un an plus tard Lindpere est prêté au FC Valga avec lequel il 17 buts en 20 matchs. Après son impressionnant nombre de buts marqués avec le FC Valga, Lindpere retourne au FC Flora Tallinn. À son retour au FC Flora Tallinn, Lindpere est devenu l'un des meilleurs joueurs du championnat qui a aidé à mener son club aux titres de champion en 2002 et 2003.

### CSKA Sofia, FC Flora Tallinn, Tromsø IL (2005-2010)
À l'âge de 22 ans, Lindpere est prêté au CSKA Sofia après 6 mois passé en Bulgarie, Linpere retourne au FC Flora Tallinn. En septembre 2006, Lindpere est suspendu par son club après un incident avec le 4e arbitre lors d'un match de coupe face au FC Levadia Tallinn. En janvier 2007, le club grec Panetolikós FC a proposé un contrat a Lindpere, mais ce dernier a refusé. En février 2007, Lindpere signe un contrat de 3 ans avec le club norvégien Tromsø IL. Lindpere a marqué son premier but lors d'un match de préparation face à Molde FK quelques jours après avoir signé son contrat. Le 20 août 2009, Lindpere marque en Ligue Europa sur une défaite 3 buts à 2 face au club espagnol Athletic Bilbao au stade San Mamés.

### Red Bulls de New York (2010-2013)
À l'issue de la saison 2009, Lindpere refuse une prolongation de contrat de Tromsø IL et réalise des essais dans le club allemand du Hansa Rostock ainsi que dans les clubs russes de l'Anzhi Makhachkala et du Sibir Novossibirsk avant de signer dans le club américain des Red Bulls de New York le 25 janvier 2010. Son contrat dure deux ans avec une option de deux ans. Lindpere marque son premier but lors d'un match amical face au Santos FC le 20 mars 2010 et devient le premier joueur à marquer au Red Bull Arena, le nouveau stade des Red Bulls. Il enchaîne avec les Red Bulls de New York avec le premier but de la saison 2010 de Major League Soccer, en marquant le but gagnant lors du premier match de la saison contre le Fire de Chicago.
Le 22 juillet, Lindpere joue un match amical face au Tottenham Hotspur. Lors du match, après avoir battu un défenseur, Lindpere effectue une passe décisive à la nouvelle recrue des Red Bulls de New York Thierry Henry, qui à la suite de cette action marque son premier but avec son nouveau club. Le 21 octobre 2010, Lindpere marque le second but lors de la victoire deux buts à zéro face au Revolution de la Nouvelle-Angleterre, ce qui permet aux Red Bulls de décrocher la première place dans la Conférence Est en saison régulière. Le 30 octobre 2010, Lindpere marque l'unique but à la 55e minute lors de la victoire face aux Earthquakes de San José lors du match aller des demi-finales de conférence. Durant la saison 2010 de la Major League Soccer, Lindpere marque trois buts et a effectué six passes décisives. Lindpere obtient deux récompenses lors de la saison 2010. Une première lors de la mi-saison, Lindpere est ajouté en tant que réserviste pour l'équipe des étoiles de la Major League Soccer pour jouer un match face à l'équipe de Manchester United. Une seconde à la fin de la saison lorsque Linpere est nommé joueur le plus utile chez les Red Bulls en 2010. Lors de la saison 2011, Lindpere inscrit sept buts et adresse sept passes décisives. Le 26 octobre 2011, Lindpere aide les Red Bulls lors de la victoire deux buts à zéro face au FC Dallas lors des séries éliminatoires de la Coupe MLS en marquant le premier but du match.

### Fire de Chicago (2013)
Le 4 janvier 2013, Lindpere est échangé au Fire de Chicago.

### Baník Ostrava (2014)
Lindpere rejoint le club tchèque Baník Ostrava en janvier 2014 pour un contrat allant jusqu’au 30 juin 2016.

### Retour à Nõmme Kalju (2015)
En 2015, il retourne dans son club formateur.

## Carrière
| Saison                | Club                  | Championnat           | Championnat | Championnat | Coupe(s) nationale(s) | Coupe(s) nationale(s) | Compétition(s) continentale(s) | Compétition(s) continentale(s) | Compétition(s) continentale(s) | Estonie | Estonie | Total | Total |
| Saison                | Club                  | Division              | M.          | B.          | M.                    | B.                    | Comp.                          | M.                             | B.                             | M.      | B.      | M.    | B.    |
| 1997                  | JK Nõmme Kalju        | III liiga             | 7           | 14          | -                     | -                     | -                              | -                              | -                              | -       | -       | 7     | 14    |
| 1998                  | Lelle SK              | Meistriliiga          | 1           | 0           | -                     | -                     | -                              | -                              | -                              | -       | -       | 1     | 0     |
| 1999                  | Lelle SK              | Meistriliiga          | 22          | 5           | -                     | -                     | -                              | -                              | -                              | 2       | 0       | 24    | 5     |
| 2000                  | FC Flora Tallinn      | Meistriliiga          | 27          | 8           | -                     | -                     | C3                             | 1                              | 0                              | -       | -       | 28    | 8     |
| 2001                  | FC Valga (prêt)       | Esiliiga              | 12          | 6           | -                     | -                     | -                              | -                              | -                              | 1       | 0       | 13    | 6     |
| 2002                  | FC Valga (prêt)       | Esiliiga              | 8           | 11          | -                     | -                     | -                              | -                              | -                              | -       | -       | 8     | 11    |
| 2002                  | FC Flora Tallinn      | Meistriliiga          | 20          | 10          | -                     | -                     | C3                             | 2                              | 0                              | -       | -       | 22    | 10    |
| 2003                  | FC Flora Tallinn      | Meistriliiga          | 20          | 5           | -                     | -                     | -                              | -                              | -                              | 12      | 0       | 32    | 5     |
| 2004                  | FC Flora Tallinn      | Meistriliiga          | 25          | 6           | -                     | -                     | -                              | -                              | -                              | 14      | 3       | 39    | 9     |
| 2005                  | CSKA Sofia (prêt)     | TBI A Football Group  | 11          | 0           | -                     | -                     | -                              | -                              | -                              | 4       | 0       | 15    | 0     |
| 2005                  | FC Flora Tallinn      | Meistriliiga          | 11          | 3           | -                     | -                     | -                              | -                              | -                              | 3       | 1       | 14    | 4     |
| 2006                  | FC Flora Tallinn      | Meistriliiga          | 20          | 5           | -                     | -                     | C3                             | 2                              | 0                              | 4       | 0       | 26    | 5     |
| 2007                  | Tromsø IL             | Tippeligaen           | 24          | 3           | -                     | -                     | -                              | -                              | -                              | 12      | 1       | 36    | 4     |
| 2008                  | Tromsø IL             | Tippeligaen           | 24          | 0           | -                     | -                     | -                              | -                              | -                              | 8       | 0       | 32    | 0     |
| 2009                  | Tromsø IL             | Tippeligaen           | 27          | 2           | -                     | -                     | C3                             | 6                              | 1                              | 9       | 0       | 42    | 3     |
| 2010                  | New York Red Bulls    | MLS                   | 31          | 4           | -                     | -                     | -                              | -                              | -                              | -       | -       | 31    | 4     |
| 2011                  | New York Red Bulls    | MLS                   | 37          | 8           | -                     | -                     | -                              | -                              | -                              | 2       | 0       | 39    | 8     |
| 2012                  | New York Red Bulls    | MLS                   | 36          | 5           | -                     | -                     | -                              | -                              | -                              | 8       | 0       | 44    | 5     |
| 2013                  | Chicago Fire          | MLS                   | 25          | 2           | 3                     | 1                     | -                              | -                              | -                              | 8       | 2       | 36    | 5     |
| 2014                  | Baník Ostrava         | Gambrinus liga        | 3           | 0           | -                     | -                     | -                              | -                              | -                              | -       | -       | 3     | 0     |
| 2014-2015             | Baník Ostrava         | Gambrinus liga        | 15          | 0           | 1                     | 0                     | -                              | -                              | -                              | 6       | 0       | 22    | 0     |
| 2015                  | JK Nõmme Kalju        | Meistriliiga          | -           | -           | -                     | -                     | -                              | -                              | -                              | 1       | 0       | 1     | 0     |
| Total sur la carrière | Total sur la carrière | Total sur la carrière | 406         | 97          | 4                     | 1                     | -                              | 11                             | 1                              | 94      | 7       | 515   | 106   |

## Palmarès
FC Flora Tallinn
- Champion d'Estonie : 2002, 2003
- Vainqueur de la Supercoupe d'Estonie : 2002, 2003, 2004
- Vainqueur de la Coupe d'Estonie : 2015

 CSKA Sofia
- Champion de Bulgarie : 2005